# Apamea alia
Apamea alia là một loài bướm đêm thuộc họ Noctuidae. Nó được tìm thấy ở Bắc Mỹ, bao gồm New York, Massachusetts, Colorado, Alberta, British Columbia và Washington.

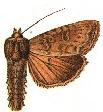

Sải cánh khoảng 39 mm. Con trưởng thành bay từ tháng 6 đến tháng 8 tùy theo địa điểm.
Ấu trùng ăn nhiều loại cỏ.